# محمية صيد

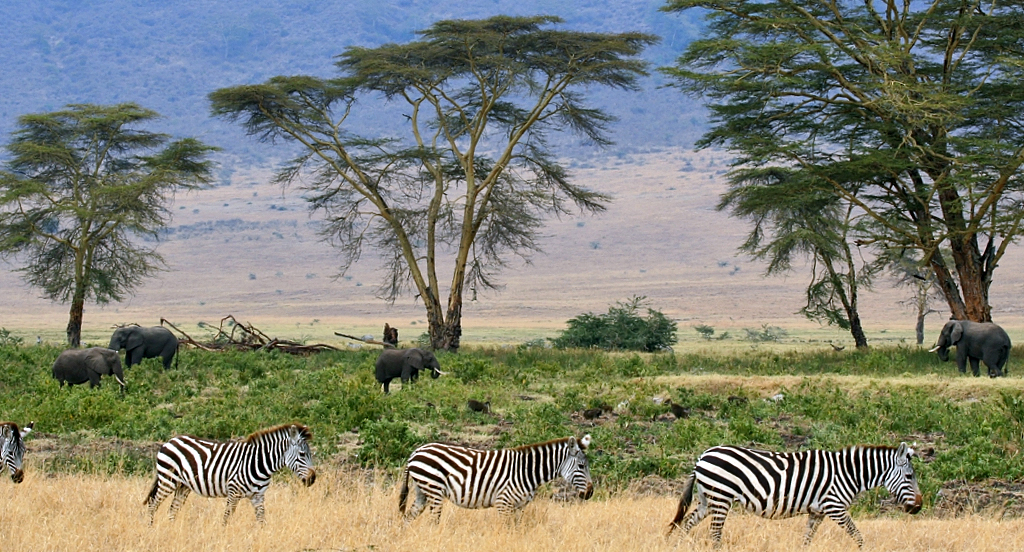
السافانا في منطقة محمية نجورونجورو، تنزانيا

محمية الصيد (المعروفة أيضًا باسم محمية الحياة البرية أو حديقة الصيد) هي مساحة كبيرة من الأرض تعيش فيها الحيوانات البرية بأمان أو يتم اصطيادها بطريقة مُنظمة. إذا كان الصيد محظورًا، يمكن اعتبار محمية الصيد محمية طبيعية؛ ومع ذلك ، فإن تركيز محمية الحيوانات هو على وجه التحديد يكون للحيوانات ، في حين أن المحمية الطبيعية تهتم أيضًا بجميع جوانب الكائنات الحية الأصلية في المنطقة (النباتات والحيوانات والفطريات، إلخ.).
توجد العديد من محميات الصيد في إفريقيا. معظمها مفتوح للجمهور، وعادة ما يأخذ السياح رحلات السفاري لمشاهدة معالم المحمية. تاريخيًا، من بين أكثر أهداف الصيد المعروفة ما يسمى صيد الخمسة الكبار في أفريقيا: وحيد القرن، الفيل ، الجاموس الأفريقي، النمر، والأسد، سميت بذلك بسبب صعوبة وخطورة صيدها.
في محمية الصيد، تكون النظم البيئية محمية وعادة ما يكون الحفظ هو المفتاح. تساعد الحياة البرية الأصلية في بيئتها الطبيعية في توفير بيئة حيث يمكن أن يحدث نمو في الأعداد بمعدل طبيعي.
تحتوي بعض المحميات أكثر من نمط بيئي واحد، وأحيانًا تصل إلى خمسة أنماط، بدءً من السافانا والأراضي العشبية والفينبوس إلى الغابات النهرية وغابات الطلح. وهذا يوفر تحسينًا كبيرًا على أنواع الحياة البرية الموجودة وأنواع الطيور العديدة التي تزدهر في هذه البيئات [بحاجة لمصدر] .